# Pierre Charles Fournier de Saint-Amant
Pierre Charles Fournier de Saint-Amant (12 de setembre de 1800 – 29 d'octubre de 1872) fou un destacat mestre d'escacs francès, i editor de la publicació d'escacs Le Palamède. És especialment conegut pel matx que disputà (i perdé) contra Howard Staunton el 1843 que és sovint considerat com un matx no oficial pel Campionat del món d'escacs.

## Carrera escaquística

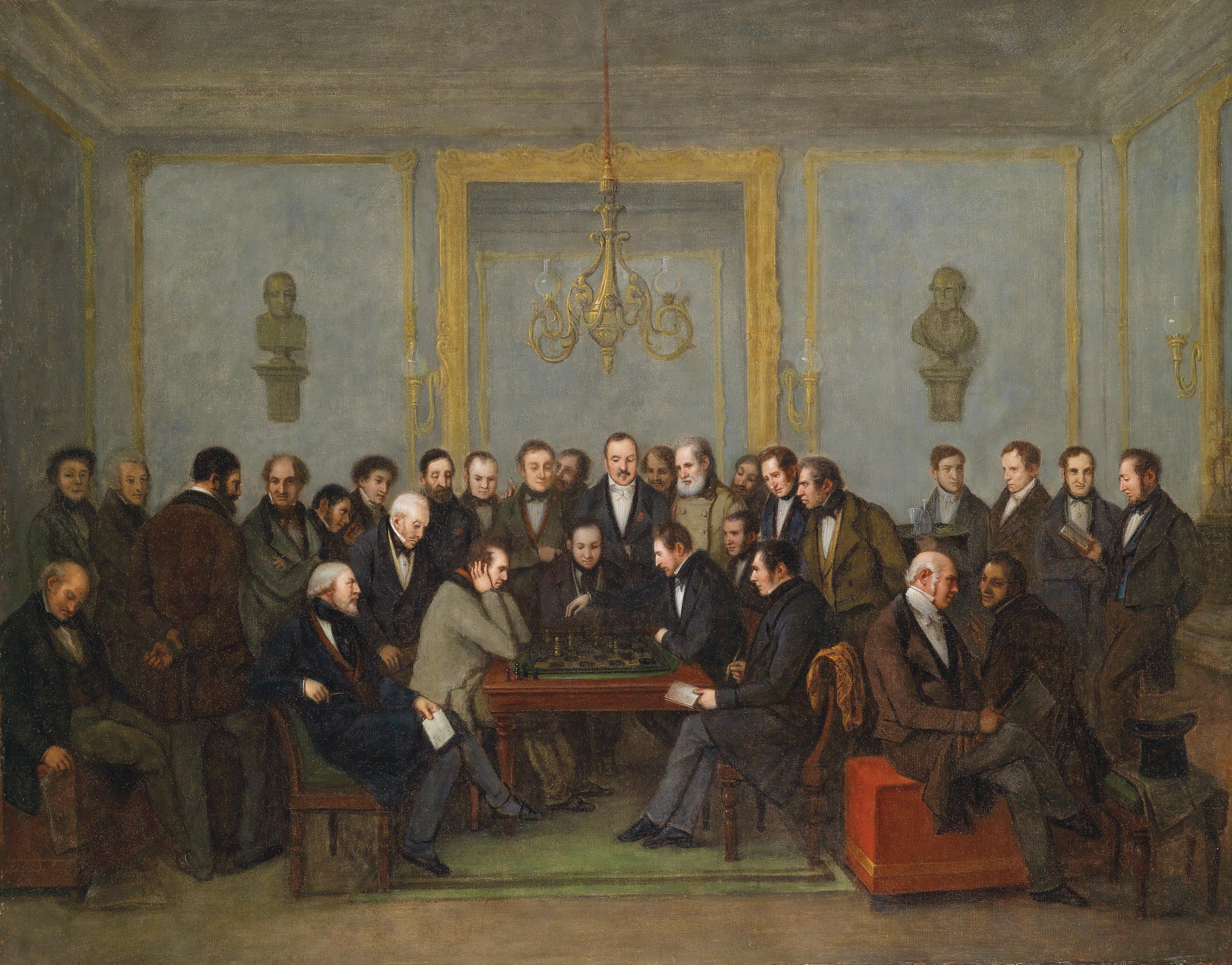
Il·lustració del matx entre Howard Staunton i Pierre Charles Fournier Saint-Amant, el 16 de desembre de 1843, per Jean-Henri Marlet

Saint-Amant va aprendre a jugar als escacs de Wilhelm Schlumberger, qui posteriorment esdevindria operador del Turc. Va jugar al Café de la Régence, on fou deixeble d'Alexandre Deschapelles. Durant molts anys va jugar en igualtat de condicions amb Boncourt, un fort jugador, i amb avantatge de peó i dos moviments de Deschapelles i Louis-Charles Mahé de La Bourdonnais. El 1834–36, va liderar un equip parisenc que va guanyar les dues partides en un matx per correspondència contra el Westminster Chess Club, en aquella època el millor club anglès. Després de la mort de La Bourdonnais el 1840, fou considerat el millor escaquista del país. El desembre de 1841 va fer ressuscitar Le Palamède (que havia estat la primera revista d'escacs del món en publicar-se periòdicament), i que va durar fins al 1847.
Va disputar dos matxs contra Staunton el 1843. El primer, a Londres, el guanyà per 3½–2½ (tres victòries, unes taules, dues derrotes), però va perdre el segon a París tot just abans de nadal per 13–8 (sis victòries, quatre taules, onze derrotes). Aquest segon matx és considerat de vegades com un matx no oficial pel Campionat del món.
El 1852, a Nova York, va empatar un matx contra Charles Henry Stanley (+4 –4 =0).
El 1858, Saint-Amant va jugar el torneig de Birmingham, disputat per eliminatòries. Va guanyar en primera ronda, però perdé a la segona per 2–1 contra Ernst Falkbeer. De tornada a París, va presenciar la gran recepció feta a Paul Morphy al Café de la Régence. El resultat d'una partida contra ell és conegut, fou una victòria ràpida de Morphy en 22 jugades, contra Saint-Amant i un company (anomenat "F. de L." o "F. de L'A"), en consulta.

## Vida fora dels escacs
Saint-Amant va començar a treballar a París de ben jove. Posteriorment va fer de secretari del governador de la Guaiana Francesa entre el 1819 i el 1821. Fou destituït del seu lloc després que protestés contra la tracta d'esclaus que encara existia en aquella colònia. Després d'això, va provar de treballar de periodista, i d'actor, i finalment va esdevenir comerciant de vins. Fou capità de la Guàrdia Nacional francesa durant la revolució de 1848. Pel seu paper salvant el Palais des Tuileries de la destrucció per la turba, fou nometat Governador durant uns mesos. El 1851–52, fou Cònsol francès a Califòrnia. Durant aquest període va visitar el Territori d'Oregon, fou testimoni d'un període de transició entre els primers assentaments i va escriure un dels primers i pocs testimonis disponibles de l'època. En retornar a França va dedicar uns anys a escriure prestigioses obres sobre les colònies franceses, i un tractat sobre vins de Bordeus.
El 1861 Saint-Amant es va retirar a Algèria. Hi va morir el 1872 en caure del seu carruatge.

## Partides destacades
Reuben Fine escriu que tot i que Saint-Amant va perdre el seu èpic matx contra Staunton, a la 13a partida, jugant amb blanques "almenys va tenir la satisfacció de guanyar la partida més brillant."
1. d4 e6 2. c4 d5 3. e3 Cf6 4. Cc3 c5 5. Cf3 Cc6 6. a3 Ae7 7. Ad3 0-0 8. 0-0 b6 9. b3 Ab7 10. cxd5 exd5 11. Ab2 cxd4 12. exd4 Ad6 13. Te1 a6 14. Tc1 Tc8 15. Tc2 Tc7 16. Tce2 Dc8 17. h3 Cd8 18. Dd2 b5 19. b4 Ce6 20. Af5 Ce4 21. Cxe4 dxe4 22. d5! (primer diagrama) exf3? 22...Af4! era essencial. 23. Txe6! Dd8 (segon diagrama) Naturalment no 23...fxe6 24.Axe6+, quanyant la dama. 24. Af6!! gxf6 25. Txd6! Rg7 Si 25...Dxd6, 26.Dxh6 força el mat. Les negres es podrien rendir aquí. 26. Txd8 Txd8 27. Ae4 fxg2 28. Df4 Tc4 29. Dg4+ Rf8 30. Dh5 Re7 31. d6+ Rxd6 32. Axb7 Rc7 33. Axa6 Tc3 34. Dxb5 1–0